# Muara Hemat
Muara Hemat is een bestuurslaag in het regentschap Kerinci van de provincie Jambi, Indonesië. Muara Hemat telt 1535 inwoners (volkstelling 2010).